# Gerardo Segarelli
Gerardo Segarelli, auch Gherardo Segarelli oder Segalleli, (* um 1240 in Segalara in der Provinz Parma; † 18. Juli 1300 in Parma) stiftete die Sekte der Apostelbrüder (lateinisch Apostolici).
Die katholische Kirche erkannte sie nicht als Orden an; Segarelli wurde als Häretiker auf dem Scheiterhaufen verbrannt.

## Leben

### Frühe Jahre
Gerardo Segarelli arbeitete als Handwerker in Parma. In den 1250er Jahren reifte in ihm der Gedanke, in ein Kloster der Franziskaner zu gehen. Der Orden nahm ihn jedoch wegen extremer Ansichten nicht in seine Reihen auf. Er blieb gleichwohl in der Nähe des Klosters und besuchte dessen Kirche, um darin zu sitzen und vor dem Altar niederzuknien. Möglicherweise durch ein Bild der Zwölf Apostel über dem Altar beeinflusst, ließ er Bart und Haare wachsen, ging barfuß und kleidete sich in eine weiße Tunika, um den Habitus der ersten Christen nachzuahmen. Im Jahr 1260 begann er als Bußprediger in der Stadt umherzuziehen, in einfacher Weise als Apostel gekleidet. Er verkaufte seine Habe und verteilte den Erlös unter den Armen in der Stadt. Etwa drei Jahre später stießen andere zu ihm und er sammelte eine Gemeinschaft von etwa 30 Personen um sich, die sich „Apostelbrüder“ nannte.

### Apostoliker
Die Apostelbrüder trachteten danach, die einfache Form der apostolischen Lebensgemeinschaft wiederherzustellen. Sie predigten den nahen Weltuntergang und forderten ihre Mitbürger auf, Buße zu tun. Von seinen Zuhörern erbat Segarelli Nahrung und Almosen, die er stets mit Ärmeren teilte. Er gab sich als Apostel aus und ließ durchblicken, Kontakt mit dem verstorbenen Franz von Assisi zu pflegen. Als eine Gruppe entstanden war, ließ sich Segarelli nach anfänglichen Ausflüchten zu ihrem Anführer wählen. Sie zog singend durch die Straßen und hatte Zulauf aus den Reihen der Armen. Segarelli begann nun in anderen Städten zu predigen. Die Bewegung breitete sich bald vorwiegend in Oberitalien aus, doch auch in Deutschland, in Frankreich, Spanien und England waren Apostelbrüder aktiv. Der Sekte gehörten auch weibliche Mitglieder an.

### Verfolgung durch die Amtskirche
Im Jahr 1280 ließ der Bischof von Parma Gerardo Segarelli gefangen nehmen. Im Verhör fanden die Befrager nichts Strafbares in seinen Predigten und seinem Treiben, weshalb er freikam. Er wurde als armer, verwirrter Visionär eingestuft. Der Ausbreitung von Segarellis Ideen versuchte Papst Honorius IV. mit einer Bulle vom 11. März 1286 entgegenzuwirken, indem er die Lehren der Apostoliker verdammte. Nach unangenehmem Auffallen der Apostelbrüder und -schwestern wurde Segarelli 1286 vom Bischof als Schwärmer aus seiner Diözese verbannt. Ein Konzil in Würzburg im Jahr 1287 verbot den Apostolikern das Betteln und Predigen. Die anderen Gläubigen wurden aufgefordert, Sektenmitglieder nicht durch Lebensmittel oder Wasser zu unterstützen.
Segarelli übernahm wieder die Spitze der Apostelbrüder und ereiferte sich ab 1290 besonders gegen die Verweltlichung des Klerus und die Zustände in der Kirche. Papst Nikolaus IV. bekräftigte am 7. März 1290 in einer Bulle die Ablehnung der Sekte.

### Vorwurf der Unkeuschheit
Nach der Darstellung des franziskanischen Chronisten Salimbene de Adam, der die anfänglichen Erfolge der Bewegung bei der Bevölkerung und auch bei Anhängern seines eigenen Ordens mit eifersüchtiger Missgunst beobachtete, war Segarelli ein scheinheiliger Narr, der sich unter anderem mit Windeln bekleidet in eine Wiege legte und „Milch aus den Brüsten einer unwissenden Frau saugte“, sich vor allem aber „nackt mit nackten“ Anhängerinnen in dasselbe Bett legte, „um zu prüfen, ob er seine Keuschheit bewahren könne oder nicht“, und auch seinen Anhängern geschlechtlichen und gleichgeschlechtlichen Verkehr gestattete. Bei der in den 1290er Jahren einsetzenden Verfolgung der Sekte durch die Inquisition wurden Verhöre auch über solche Praktiken angestellt, wobei dann etwa Zaccaria di Sant’Agata aus der Gegend von Bologna, der seit 1290 ein Leben als Prediger der Bewegung führte, sich 1299 vor dem Inquisitor zu der Auffassung bekannte,

„… dass ein Mann und eine Frau, die nicht miteinander verheiratet sind, und ebenso ein Mann mit einem Mann oder eine Frau mit einer Frau sich umarmen und gegenseitig unbekleidet an unzüchtigen Stellen und anderen Körperteilen berühren können, und dies ohne Sünde sein könne, […] wenn es im Zustand der Vollkommenheit geschehe.“

### Hinrichtung
Als Segarelli entgegen dem Verbot des Bischofs nach Parma zurückkehrte, wurde er 1294 festgenommen. Er widerrief vor dem Bischof Obizzo Sanvitale seine Lehren als irrig und wurde anschließend zu lebenslanger Haft verurteilt. Vier seiner mitgefangenen Anhänger wurden bei lebendigem Leibe verbrannt. Im Jahr 1300 wurde ein neuerlicher Prozess gegen Segarelli geführt. Dabei wurde er vom Inquisitor Manfredo da Parma als Rückfälliger der Häresie schuldig gesprochen und nach dem Urteil verbrannt. Danach drangen empörte Menschen in das Gebäude des Inquisitors ein und verwüsteten Räume.
Segarellis Schüler Fra Dolcino übernahm nach dessen Hinrichtung die Führung der Apostelbrüder. Er leitete einen großen Bauernaufstand in Norditalien, setzte Segarellis Werk fort und wurde 1307 grausam hingerichtet.